# Кладурово
Кладурово је насеље у Србији у општини Петровац на Млави у Браничевском округу. Према попису из 2022. било је 317 становника.

## Историја и положај
Кладурово се налази североисточно од Петровца, у области Млаве, одвајајући се од главног пута за Рановац код Кршке реке, долином Кршке реке, на удаљености од 17 км. Село је разбијеног типа, становништво се углавном бави пољопривредом. Становништво је влашко и потиче углавном из околине Ердеља, Хомоља, Црне Реке и Баната. Село је подељено на три засеока: Судомско поље, Кокорино поље и Бешондра.
Село се налази у долини и куће су поређене по странама потока од којих је највећа Кршка река, која се улива у Витовницу. У селу постоји једна главна улица која иде дуж потока и дели село на крајеве зависно од тока потока или нагиба брда.
Село је опкољено висовима, а највећи се налази на истоку, Говедарица (472 м.н.в.). У Кладурову се налазе три већа извора: Бигар, Орешац и у Бранику на левој обали Мелничке реке.
Историја Кладурова и околине врло је богата и разноврсна. Трагови античких насеља откривени су на локалитету Орешац у долини Кладуровске реке и Кипу Сатулуи где су ископане цигле и фрагментарне посуде из римског периода.
У корену назива села стоји реч клада, што највероватније асоцира на шумовит крај. Село се под именом Кладоруб помиње се у повељи деспота Ђурађа Бранковића из 1428. године. У Браничевском тефтеру из 1467. године село је забележено са 7 кућа. Село се под садашњим именом први пут спомиње од 1820. године. Тада је имало 45 кућа.
По попису из 1863. Кладурово је имало 725 становника, а највише је имало 1948. године (1062 становника). По попису из 2002. године село има 969 становника, у 192 домаћинстава, од којих је 250 на привременом раду у иностранству, и то највише у Швајцарској, Немачкој и Аустрији.

## Демографија
У насељу Кладурово живи 390 пунолетних становника, а просечна старост становништва износи 47,4 година (45,9 код мушкараца и 48,8 код жена). У насељу има 166 домаћинстава, а просечан број чланова по домаћинству је 2,87.
Становништво у овом насељу веома је нехомогено, а у последња три пописа, примећен је пад у броју становника.
|  |

| Демографија | Демографија | Демографија |
| Година      | Становника  | Становника  |
| ----------- | ----------- | ----------- |
| 1948.       | 1.062       |             |
| 1953.       | 1.026       |             |
| 1961.       | 1.035       |             |
| 1971.       | 940         |             |
| 1981.       | 857         |             |
| 1991.       | 796         | 576         |
| 2002.       | 476         | 723         |
| 2011.       | 469         |             |

| Етнички састав према попису из 2002.‍ | Етнички састав према попису из 2002.‍ | Етнички састав према попису из 2002.‍ | Етнички састав према попису из 2002.‍ | Етнички састав према попису из 2002.‍ |
| ------------------------------------ | ------------------------------------ | ------------------------------------ | ------------------------------------ | ------------------------------------ |
|                                      |                                      |                                      |                                      |                                      |
| Власи                                | Власи                                |                                      | 300                                  | 63,02%                               |
| Срби                                 | Срби                                 |                                      | 133                                  | 27,94%                               |
| Југословени                          | Југословени                          |                                      | 7                                    | 1,47%                                |
| Румуни                               | Румуни                               |                                      | 3                                    | 0,63%                                |
| Македонци                            | Македонци                            |                                      | 1                                    | 0,21%                                |
| непознато                            | непознато                            |                                      | 15                                   | 3,15%                                |

| Година пописа     | 1948. | 1953. | 1961. | 1971. | 1981. | 1991. | 2002. |
| ----------------- | ----- | ----- | ----- | ----- | ----- | ----- | ----- |
| Број домаћинстава | 253   | 239   | 261   | 248   | 232   | 206   | 166   |

| Број чланова      | 1  | 2  | 3  | 4  | 5  | 6  | 7 | 8 | 9 | 10 и више | Просек |
| ----------------- | -- | -- | -- | -- | -- | -- | - | - | - | --------- | ------ |
| Број домаћинстава | 45 | 45 | 23 | 18 | 17 | 12 | 5 | 1 | 0 | 0         | 2,87   |

| Пол    | Укупно | Неожењен/Неудата | Ожењен/Удата | Удовац/Удовица | Разведен/Разведена | Непознато |
| ------ | ------ | ---------------- | ------------ | -------------- | ------------------ | --------- |
| Мушки  | 189    | 35               | 132          | 16             | 6                  | 0         |
| Женски | 218    | 20               | 134          | 58             | 6                  | 0         |
| УКУПНО | 407    | 55               | 266          | 74             | 12                 | 0         |

| Пол    | Укупно                    | Пољопривреда, лов и шумарство | Рибарство                            | Вађење руде и камена | Прерађивачка индустрија       |
| ------ | ------------------------- | ----------------------------- | ------------------------------------ | -------------------- | ----------------------------- |
| Мушки  | 146                       | 119                           | 0                                    | 0                    | 2                             |
| Женски | 130                       | 116                           | 0                                    | 0                    | 1                             |
| УКУПНО | 276                       | 235                           | 0                                    | 0                    | 3                             |
| Пол    | Производња и снабдевање   | Грађевинарство                | Трговина                             | Хотели и ресторани   | Саобраћај, складиштење и везе |
| Мушки  | 0                         | 8                             | 4                                    | 1                    | 4                             |
| Женски | 0                         | 1                             | 1                                    | 0                    | 1                             |
| УКУПНО | 0                         | 9                             | 5                                    | 1                    | 5                             |
| Пол    | Финансијско посредовање   | Некретнине                    | Државна управа и одбрана             | Образовање           | Здравствени и социјални рад   |
| Мушки  | 0                         | 0                             | 3                                    | 1                    | 1                             |
| Женски | 0                         | 0                             | 1                                    | 4                    | 1                             |
| УКУПНО | 0                         | 0                             | 4                                    | 5                    | 2                             |
| Пол    | Остале услужне активности | Приватна домаћинства          | Екстериторијалне организације и тела | Непознато            | Непознато                     |
| Мушки  | 1                         | 0                             | 0                                    | 2                    | 2                             |
| Женски | 1                         | 0                             | 0                                    | 3                    | 3                             |
| УКУПНО | 2                         | 0                             | 0                                    | 5                    | 5                             |